# Glockenturm Kraupa
Der Glockenturm in Kraupa ist ein Baudenkmal, das sich in der Kleinstadt Elsterwerda im südbrandenburgischen Landkreis Elbe-Elster befindet.

## Beschreibung und Geschichte
Der Kraupaer Glockenturm ist auf dem alten Dorfanger des im Jahre 1398 erstmals urkundlich erwähnten Ortsteils Kraupa zu finden. Bei dem Gebäude handelt es sich um einen oktogonalen roten Ziegelbau mit hölzerner Laterne und Zeltdach, welches von einer Wetterfahne gekrönt wird. Im örtlichen Denkmalverzeichnis ist es unter der Erfassungsnummer 09135508 verzeichnet.
Der Glockenturm des Ortsteils Kraupa war ursprünglich aus Holz. Es ist nicht genau überliefert, wann dieser in seiner heutigen Form errichtet wurde. Im Jahre 1893 wurde er in Stein neu ausgeführt. Die Glockenweihe fand bereits am 7. Dezember 1852 statt.